# تلویزیون در افغانستان
تلویزیون افغانستان، به‌ویژه در دوره‌های قبل از تسلط طالبان (2001 و سپس 2021)، یکی از مهم‌ترین رسانه‌های جمعی در این کشور بود که تاثیر بسزایی در فرهنگ و هنر افغانستان داشت. این رسانه‌ها به عنوان نمادی از آزادی بیان و تنوع فرهنگی در کشور شناخته می‌شدند.
افغانستان هم‌اکنون دارای بیش از ۸۰ شبکهٔ تلویزیونی محلی، سراسری و بین‌المللی می‌باشد اما بعد از حاکمیت امارت اسلامی اکثر تلویزیون‌ها بسته شده‌اند.

### دوران طلایی تلویزیون افغانستان
پس از سقوط رژیم طالبان در سال 2001، تلویزیون در افغانستان به سرعت رشد کرد. رسانه‌ها فضایی آزاد پیدا کردند و شبکه‌های مختلف تلویزیونی مانند طلوع، شمشاد، آریانا و لمر در این دوره راه‌اندازی شدند. این شبکه‌ها علاوه بر اخبار و برنامه‌های سیاسی، برنامه‌های سرگرمی و فرهنگی متنوعی تولید می‌کردند که در آن‌ها زنان و مردان نقش فعالی داشتند.

#### نقش زنان در تلویزیون
یکی از نکات برجسته تلویزیون افغانستان پیش از بازگشت طالبان، حضور پررنگ زنان در عرصه‌های مختلف این رسانه بود. زنان به عنوان مجری، بازیگر، خواننده و خبرنگار در برنامه‌ها شرکت می‌کردند و حتی در برنامه‌های موسیقی و مسابقات استعداد‌یابی نقش برجسته‌ای داشتند. خوانندگی زنان، که در دوره طالبان ممنوع بود، پس از 2001 به نمادی از آزادی و احیای فرهنگ موسیقی افغانستان تبدیل شد.

#### برنامه‌های محبوب تلویزیونی
از میان برنامه‌های تلویزیونی افغانستان، ستاره افغان (نسخه افغانستانی برنامه‌های استعدادیابی موسیقی مانند American Idol) از محبوب‌ترین برنامه‌ها بود. این برنامه نه تنها در داخل افغانستان، بلکه در کشورهای همسایه همچون ایران و تاجیکستان نیز طرفداران زیادی پیدا کرد. بسیاری از خوانندگان مشهور افغانستان، از جمله منصورجلال و فهیم فنا، فعالیت‌های خود را از همین برنامه‌ها آغاز کردند.

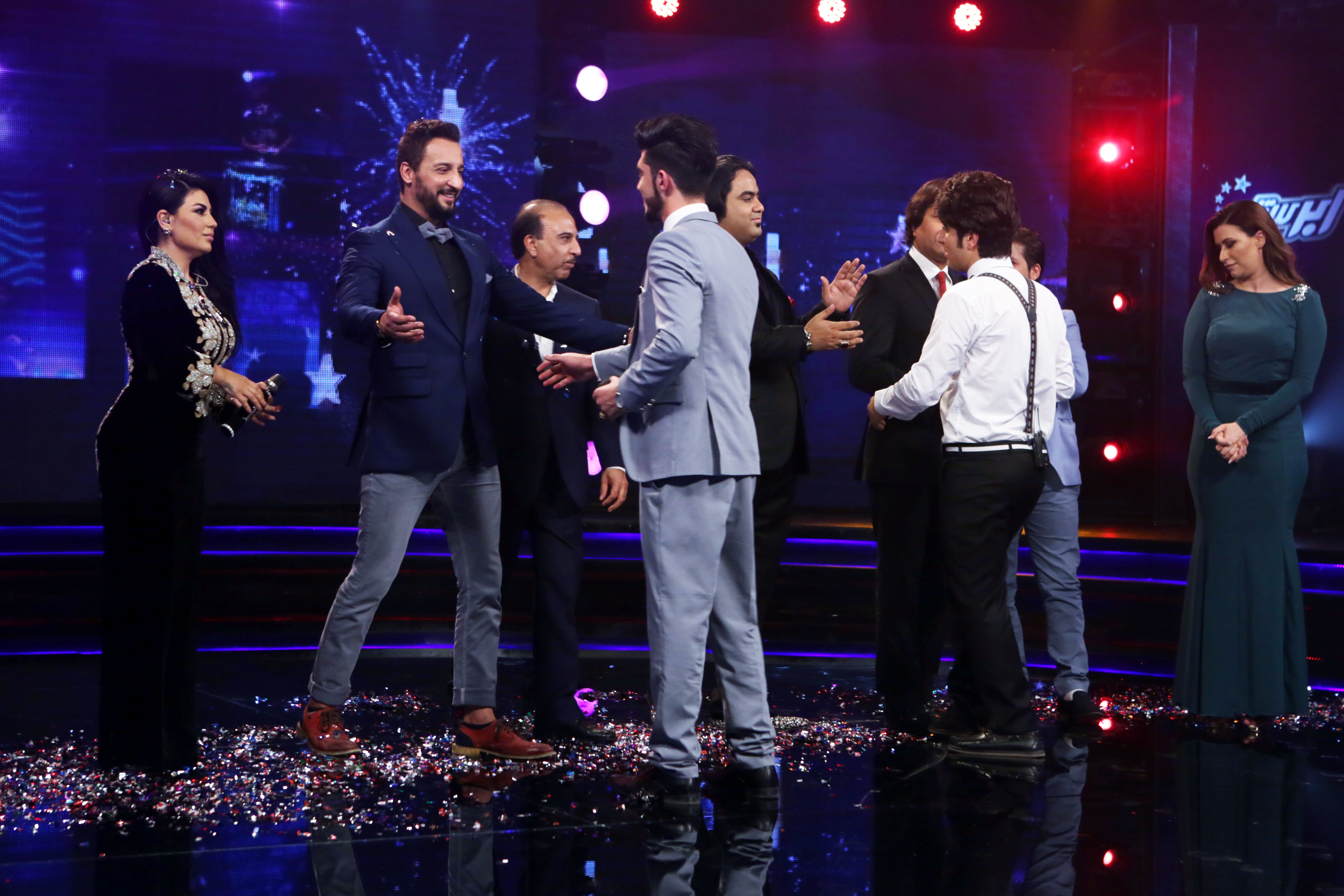

#### بینندگان خارجی
تلویزیون افغانستان توانست مخاطبانی فراتر از مرزهای جغرافیایی خود پیدا کند. ایرانی‌ها و تاجیک‌ها به دلیل نزدیکی زبانی و فرهنگی، علاقه خاصی به برنامه‌های تلویزیونی افغانستان نشان می‌دادند. در ایران، به‌ویژه در مناطق مرزی خراسان، برنامه‌های تلویزیونی افغانستان، به خصوص برنامه‌های موسیقی و سریال‌های محلی، مخاطبان زیادی داشت.

#### تاثیرات طالبان بر تلویزیون
با بازگشت طالبان به قدرت در سال 2021، محدودیت‌های شدیدی بر رسانه‌ها، به ویژه تلویزیون، اعمال شد. زنان به طور کامل از حضور در برنامه‌های تلویزیونی منع شدند و محتوای برنامه‌ها به شدت کنترل شد. بسیاری از برنامه‌های محبوب مانند ستاره افغان متوقف شدند و بسیاری از هنرمندان و روزنامه‌نگاران مجبور به ترک کشور شدند.

## وابستگی تلویزیون‌ها
تلویزیون ملی افغانستان به‌عنوان تنها تلویزیون سرتاسری ملی در افغانستان با تمویل دولت افغانستان به پخش برنامه می‌پردازد. سایر شبکه‌های تلویزیونی در افغانستان خصوصی‌اند. این تلویزیون‌ها عموماً با تولید برنامه‌های داخلی و دوبله سریال‌های خارجی توانسته‌اند بینندگان بیشتری را نسبت به تلویزیون دولتی افغانستان جلب کنند. نظرسنجی‌ها نشان می‌دهند تلویزیون طلوع دارای مخاطبان بیشتری نسبت به سایر تلویزیون‌ها در افغانستان است.
شماری از تلویزیون‌های افغانستان نیز برای پیشبرد اهداف سیاسی از سوی برخی از سیاستمداران افغانستانی بنیانگذاری شده‌اند. این تلویزیون‌های خصوصی در افغانستان مهم‌ترین منتقدان حکومت افغانستان هستند. به‌طور مثال، تلویزیون نور متعلق به برهان الدین ربانی رئیس‌جمهور پیشین افغانستان بوده‌است. تلویزیون آیینه به پخش برنامه‌هایی به‌حمایت از جنرال عبدالرشید دوستم از رهبران مجاهدین می‌پردازد. تلویزیون فردا متعلق به محمد محقق، رهبر حزب وحدت اسلامی افغانستان و عضو جبههٔ متحد ملی است. تلویزیون تمدن متعلق به شیخ آصف محسنی از مراجع تقلید اهل تشیع در افغانستان است. تلویزیون نگاه متعلق به کریم خلیلی، رهبر حزب وحدت و معاون دوم رئیس‌جمهور پیشین کرزی، تلویزیون دعوت متعلق به عبدالرب رسول سیاف، رهبر حزب اتحاد پیشین و حزب دعوت کنونی است.
در اوایل سال ۲۰۱۵ میلادی تلویزیون‌های دیجیتال منحیث یک پدیدهٔ نو در افغانستان آغاز شدند و شرکت «خدمات نشر آتی افغانستان» زیر نام تجاری عقاب شروع به فعالیت در افغانستان کرد. با آغاز نشرات دیجیتال زمینهٔ فعالیت برای دیگر رسانه‌های نوپا فراهم شد و تلویزیون‌های نوی دیجیتالی افغانستان جواز نشرات‌شان را از وزارت اطلاعات و فرهنگ افغانستان اخذ نمودند؛ در اوایل این پروسه تلویزیون‌های انار (با برنامه‌های فناوری و نخستین تلویزیون انگلیسی‌زبان افغانستان)، هریرود (با برنامه‌های موسیقی که اکنون به نام تلویزیون افغانستان فعالیت دارد)، شبکهٔ تلویزیونی حدیث (رسانهٔ آموزشی و دینی)، آسیا (تلویزیون آسیا از پیش در جلال‌آباد و هرات فعالیت داشت و با آغاز نشرات دیجیتالی در کابل به نشرات آغاز نمود) و شبکهٔ موسیقی افغانستان (متعلق به آقای کامگار مالک شرکت هوایی کام ایر) به نشرات‌شان در کابل و ولایت‌های همجوار کابل آغاز نمودند.

## آزادی بیان و تندروها
قانون اساسی افغانستان به شدت از رسانه‌های خصوصی و دولتی و حق آزای بیان برای آن‌ها دفاع کرده‌است.
در مادهٔ سی و چهارم قانون اساسی افغانستان چنین آمده‌است:
آزادی بیان از تعرض مصون است.
هر افغان حق دارد فکر خود را به وسیلهٔ گفتار، نوشته، تصویر یا وسایل دیگر، با رعایت احکام مندرج این قانون اساسی اظهار نماید.
هر افغانستانی حق دارد مطابق به احکام قانون، به طبع و نشر مطالب، بدون ارائه قبلی آن به مقامات دولتی، بپردازد.
احکام مربوط به مطابع، رادیو و تلویزیون، نشر مطبوعات وسایر وسایل ارتباط جمعی توسط قانون تنظیم می‌گردد.
مادهٔ چهارم از فصل دوم قانون رسانه‌های افغانستان آزادی رسانه‌ها در افغانستان را اینگونه توضیح داده‌است:
هر شخص حق آزادی فکر و بیان را دارد. طلب، حصول و انتقال معلومات، اطلاعات و نظریات در حدود احکام قانون بدون مداخله از طرف مسئولین دولتی شامل این حق است. این حق در برگیرنده فعالیت آزاد وسایل پخش، توزیع و دریافت معلومات نیز می‌باشد.

دولت آزادی رسانه‌های همگانی را حمایت، تقویه و تضمین می‌نماید. هیچ شخص حقیقی یا حکمی به شمول دولت و ادارات دولتی نمی‌تواند فعالیت آزاد رسانه‌های خبری یا معلوماتی را منع، تحریم، سانسور یا محدود نموده یا طور دیگری در امور پخش رسانه‌های همگانی و معلوماتی مداخله نماید. مگر مطابق احکام این قانون.
آواز خوانی و رقص زنان در تلویزیون‌های خصوصی افغانستان آزاد است.
برخی از این تلویزیون‌ها تاکنون با دعوت از آوازخوانان زن مانند منیژه دولت و شماری دیگری از کشور تاجیکستان به پخش آوازخوانی و رقص آن‌ها پرداختند.
شماری از تندروها این آزادی را آزادی مفرط اعلان کرده و به شدت با آن به مخالف برخاستند.
مجلس افغانستان، شورای بزرگان، امامان مساجد و رهبران جهادی پیشین عمده‌ترین مخالفان پخش آواز و رقص زنان در افغانستان بوده‌اند.
اخیراً وزیر اطلاعات و فرهنگ افغانستان که یکی از افراط‌گران پشتو زبان در افغانستان به‌شمار می‌رود نیز فشارهای مضاعفی را بر تلویزیون‌های خصوصی افغانستان وارد ساخته‌است.
تلویزیون خصوصی افغان به علت پخش یک آهنگ ایرانی با صحنه‌هایی کاملاً آزاد از سوی این وزارت جریمه گردید و پخش سریال‌های هندی از سوی او ترویج بت‌پرستی اعلان شد.
فشارهای روزافزون حکومت افغانستان برای جلوگیری از پخش فیلم‌های هندی نتیجه‌ای در پی نداشت و تلویزیون‌های خصوصی افغانستان پخش این سریال‌ها را مغایر با قانون اساسی افغانستان ندانستند و به پخش آن تاکنون ادامه می‌دهند.

## زبان
بیشتر شبکه‌های تلویزیونی در افغانستان با زبان فارسی دری، تعدادی با زبان پشتو و تلویزیون آیینه برخی از برنامه‌هایش را به زبان‌های ازبکی و ترکی پخش می‌کند. در این میان تلویزیون دیجیتالی انار نخستین تلویزیون افغانی به زبان انگلیسی در کابل نشرات می‌کند.
این فهرست شامل تمام شبکه‌هایی تلویزیونی‌ای است که از داخل افغانستان پخش می‌شود. برای شبکه‌های مربوط به افغان‌ها در سایر کشورها فهرست شبکه‌های تلویزیونی فارسی‌زبان را ببینید.

## شبکه‌ها

### دولتی
- تلویزیون ملی افغانستان
- رادیو تلویزیون تعلیمی و تربیتی افغانستان

### خصوصی
بعضی از شبکه‌های خصوصی عبارتند از:
1. تلویزیون صدای افغانستان
2. تلویزیون پیام افغان
3. تلویزیون راه فردا
4. تلویزیون باختر
5. تلویزیون تمدن
6. تلویزیون آرزو
7. تلویزیون یک
8. تلویزیون آریا
9. تلویزیون انار
10. تلویزیون عصر
11. تلویزیون طلوع
12. طلوع‌نیوز
13. تلویزیون لمر
14. تلویزیون خورشید
15. تلویزیون فارسی ۱
16. تلویزیون افغانستان
17. تلویزیون آریانا افغانستان
18. تلویزیون هیواد
19. زواک نیوز
20. تلویزیون آریانا
21. تلویزیون وطن
22. تلویزیون وطن ۲
23. تلویزیون اصلاح
24. تلویزیون آینه
25. تلویزیون نور
26. تلویزیون نورین
27. تلویزیون میوند
28. تلویزیون ورزشی ۳
29. تلویزیون سبا
30. تلویزیون ساقی
31. تلویزیون کوثر
32. تلویزیون ملت
33. تلویزیون افغان
34. تلویزیون ملت
35. تلویزیون خراسان